# Piotr Rysiukiewicz
Piotr Grzegorz Rysiukiewicz (Świebodzin, 14 luglio 1974) è un ex velocista polacco.

## Palmarès
| Anno | Manifestazione    | Sede          | Evento      | Risultato        | Prestazione | Note |
| ---- | ----------------- | ------------- | ----------- | ---------------- | ----------- | ---- |
| 1992 | Mondiali juniores | Seoul         | 4x400 m     | 4º               | 3'07"01     |      |
| 1993 | Europei juniores  | San Sebastian | 400 m piani | 6º               | 47"63       |      |
| 1993 | Europei juniores  | San Sebastian | 4×400 m     | Bronzo           | 3'08"75     |      |
| 1994 | Europei           | Helsinki      | 4×400 m     | 6º               | 3'04"22     |      |
| 1995 | Mondiali          | Goteborg      | 4x400 m     | 5º               | 2'56"65     |      |
| 1995 | Universiadi       | Fukuoka       | 400 m piani | Semifinale       | 46"49       |      |
| 1995 | Universiadi       | Fukuoka       | 4x400 m     | 6º               | 3'05"08     |      |
| 1996 | Giochi olimpici   | Atlanta       | 400 m piani | Quarti di finale | 46"19       |      |
| 1996 | Giochi olimpici   | Atlanta       | 4×400 m     | 6º               | 3'00"96     |      |
| 1997 | Mondiali          | Atene         | 4x400 m     | Bronzo           | 3'00"26     |      |
| 1998 | Europei           | Budapest      | 4×400 m     | Argento          | 2'58"88     |      |
| 1999 | Mondiali indoor   | Maebashi      | 4x400 m     | Argento          | 3'03"01     |      |
| 1999 | Mondiali          | Siviglia      | 400 m piani | Semifinale       | dnf         |      |
| 2000 | Giochi olimpici   | Sydney        | 400 m piani | Batteria         | 46"67       |      |
| 2000 | Giochi olimpici   | Sydney        | 4×400 m     | 6º               | 3'03"22     |      |
| 2001 | Mondiali indoor   | Lisbona       | 400 m piani | Battera          | 47"19       |      |
| 2001 | Mondiali indoor   | Lisbona       | 4x400 m     | Oro              | 3'04"47     |      |
| 2001 | Mondiali          | Edmonton      | 400 m piani | Semifinale       | 46"12       |      |
| 2001 | Mondiali          | Edmonton      | 4x400 m     | Bronzo           | 2'59"71     |      |
| 2002 | Europei indoor    | Vienna        | 400 m piani | 4º               | 46"32       |      |
| 2002 | Europei indoor    | Vienna        | 4×400 m     | Oro              | 3'05"50     |      |
| 2002 | Europei           | Monaco        | 400 m piani | Semifinale       | 46"15       |      |
| 2002 | Europei           | Monaco        | 4×400 m     | Finale           | dq          |      |
| 2003 | Mondiali indoor   | Birmingham    | 4x400 m     | Bronzo           | 3'06"61     |      |
| 2004 | Giochi olimpici   | Atene         | 4×400 m     | Batteria         | 3'03"69     |      |
| 2005 | Europei indoor    | Madrid        | 4×400 m     | dq               | dq          |      |
| 2005 | Mondiali          | Helsinki      | 4x400 m     | 5º               | 3'00"58     |      |
| 2006 | Europei           | Goteborg      | 4×400 m     | Bronzo           | 3'01"73     |      |

## Altre competizioni internazionali
2001
- Coppa Europa di atletica leggera ( Brema)